# Заречка (Вологодская область)
Заречка — деревня в Череповецком районе Вологодской области.
Входит в состав Югского сельского поселения (с 1 января 2006 года по 8 апреля 2009 года входила в Сурковское сельское поселение), с точки зрения административно-территориального деления — в Сурковский сельсовет.
Расстояние до центра муниципального образования Нового Домозерова по прямой — 11 км. Ближайшие населённые пункты — Сурково, Чернево, Витержево.
Деревня Заречка зарегистрирована 6 июня 2001 года.